# Serpenyő

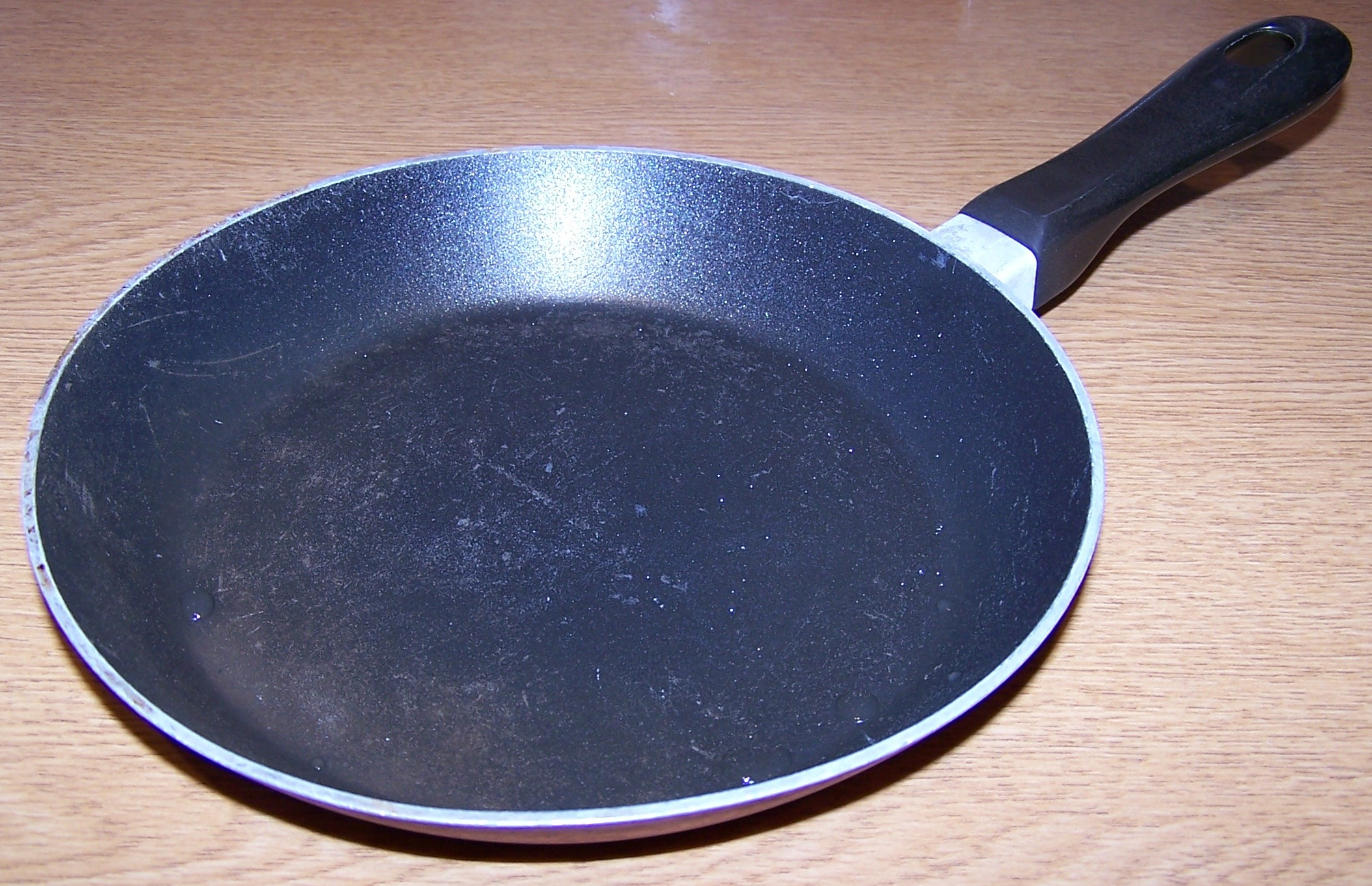
Serpenyő teflonbevonattal.

A serpenyő olyan, konyhában használt, általánosan elterjedt fémből (vas, alumínium) készült eszköz, mely az ételek megpirítására, megsütésére, rántásra, flambírozásra és sok egyéb étel-elkészítési módra szolgál. Közel sincs olyan hatékony, mint a hagyományos sütés, emiatt nem alkalmas minden étel megsütésére; mégis számos ételt csak ebben lehet elkészíteni (pl. bécsi szelet).

## Használata
A serpenyőben sütés lényege a gyorsaság, az ételek gyorsan elkészülnek benne az intenzív közvetlen hőhatásnak köszönhetően. Serpenyőben kellően vékony és lapos ételek készíthetők. A sütéshez szükséges egy vékony zsiradék (vaj, étolaj, vagy olívaolaj) réteg, hogy kitöltse az étel és a forró fém közötti réseket. Zsírt tartalmazó ételek maguk is tartalmazhatják az ehhez szükséges mennyiségű zsiradékot (pl. sonka). Folyékony ételek, palacsinta, tojás a modern serpenyőkben süthetők zsírozás nélkül is.
Az intenzív hőhatás polimerizálja az olajat és a nyersanyagokból származó folyadékokat, ami előbb-utóbb hozzáragad a fémhez. Ezért nagyon fontos a felület állandó tisztítása. Ezt a háztartásokban alkalmazott tapadásmentes bevonatok részben megelőzhetik, ennek ellenére a hivatásos konyhákban ritkán alkalmaznak ilyen serpenyőket.
Vastagabb hússzeletek készítésekor a közvetlen hőhatás nem elegendő az étel belsejének a megpuhítására, gyakran a sütés kezdetekor csekély mennyiségű vizet öntenek a hús alá és fedő alatt először párolják azt.
A serpenyőben készülő ételeknek közvetlenül csak az egyik oldalát éri hő. Hogy az étel mindkét oldala és a belseje is megpuhuljon, az ételt időnként meg kell fordítani. Általában a háziasszonyok az így készülő ételeket egyszer szokták megfordítani, azonban Harold McGee kutatásai bebizonyították, hogy egy étel annál gyorsabban sül át, minél gyakrabban forgatjuk azt. Amikor a szakács a húst megfordítja, az éppen sütött oldal felszíne hűlni kezd. Ennek a jelenségnek a fizikai magyarázata, hogy amikor az ételt megfordítjuk, három egymástól független fizikai hatás működik: a közvetlen hőhatás hője a felszínről diffundál az étel belseje felé, a felszínen található nedvesség gőzzé változik, és a környezet levegőjének alacsonyabb hőmérséklete hűti a felszínt. A hús belsejét ez a folyamat csak lassan éri el. A közepe folyamatosan megtartja hőmérsékletét. A forgatás gyakorisága sok mindentől függ és az optimum megtalálása a szakácsművészet részét képezi.

## Fajtái
A serpenyő nem más, mint egy felforrósított fémlap. A sütés eredményességére nagy hatással van, hogy ezt a fémlapot hogyan melegítjük. Az elektromossággal melegített serpenyők valamivel magosabb hőfokon működnek, és egyenletesebben melegítik a serpenyő teljes felszínét. A gázégővel melegítettek gyakran nagyobb nyers hőhatást biztosítanak és emellett könnyebb a hőmérsékletüket szabályozni. Azonban bármilyen hőforrást használunk, probléma, hogy a serpenyő hőforrással érintkező teljes felszínét csak egyformán tudjuk melegíteni, nincs lehetőségünk a hideg pont (ahol az étel található) speciális kezelésére.
A serpenyő működésének lényege, hogy a melegítés kondukciós hatására a hő a serpenyő meleg részeiről fokozatosan átterjed annak hidegebb részeire. De a hő soha nem oszlik el tökéletesen a serpenyőben. A kondukció terjeszti, ezzel egy időben, a konvekció elvezeti a hőt a serpenyő feletti a levegőbe. Ahogy nő a hőmérséklet, a kondukció lelassul a konvekció ellenben felgyorsul. A serpenyő a konvekció hatására gyorsabban veszít hőt, mint ahogy a serpenyőben a hő terjedni képes. Ez alapján érthető az az általános hit, hogy minél jobb hővezető az a fém amiből a serpenyő készül, annál jobban használható az. Ez az oka miért alkalmaztak eleink a főúri konyhákban rézből készült serpenyőket.
A hőhatást illetően a serpenyő anyagánál jelentősebb annak vastagsága. Minél vastagabb egy serpenyő, annál gyorsabb a hőterjedés. Így nem meglepő, hogy minél vastagabb, annál egyenletesebben melegíthető át. A kérdés a kellő vastagság. Ez az alkalmazott fém hővezető képességétől függ. Gyártók által megadott adatok alapján 25 cm átmérőjű serpenyőben nagyjából azonos hatásfok érhető el, ha annak anyaga: réz 2,5 mm-es, rozsdamentes acél 7 mm-es, alumínium 7 mm-es falvastagság estén.
- A klasszikus az öntöttvas serpenyő. Készülhet nyeles, vagy füles kivitelben. Mérete 20–40 cm között változik és vastagsága is változó. Gyakori változat a zománcozott serpenyő: 26–30 cm átmérőjű oldalfala 3–6 cm magas, kb 1,60–1,90 kg tömegű, kívül-belül zománcozott, általában 20 cm hosszú műanyag nyéllel készül, amely a nyél felforrósodását akadályozza meg. Hasonló méretben kétfülű serpenyők is készülnek.
- Az alumínium serpenyő a hővezetést és árat tekintve az ideális megoldás lenne, ha nem igényelne valamilyen védőbevonatot magas oxidációs készsége miatt. Egyik változatuk a „kerámia serpenyők”, melyek lehetővé teszik a kevés zsiradékkal, vagy zsiradék nélküli sütést. A dupla kerámia bevonatos serpenyő anyaga préselt alumínium, 12–28 cm-es átmérőjű, de vastagsága is változó, belső felülete általában fehér, vagy csontszínű, külseje fehér, sárga, zöld, kék vagy piros metál színű.
- Rozsdamentes acél serpenyők hátránya a fém gyenge hővezető képessége. Ezért a megfelelő hővezetéshez lényegesen vastagabbnak (súlyosabbnak) kell lennie, és ez az árban is megnyilvánul.
- Vas serpenyő, azaz tiszta vas vagy acél kivitel. Természetes tapadásmentességet kap az első kiégetést követően, így elkerülhetjük a kérdéses mesterséges bevonatot, és használhatjuk az évszázadokon át bevált kiváló hővezetésű természetes vasat.
- A serpenyők királya a réz serpenyő kiváló hővezetésének köszönhetően. Azonban a réz serpenyő árát tekintve igazi „főúri” luxuscikk napjainkban is.
- Léteznek még szendvics szerkezetű serpenyők is. Ezek belsejét, magját valamilyen jó hővezető fémből (alumínium, réz) alakítják ki, amit általában rozsdamentes acél burkolat vesz körül.

- öntöttvas serpenyő
- színes alumínium serpenyők
- rozsdamentes acél serpenyő
- réz serpenyő fedővel

A serpenyőket, főleg a háztartási célokra szántakat teflonbevonattal látják el, a tapadásmentesség és a könnyebb tisztíthatóság érdekében, így ezekben zsiradék nélküli, vagy csak minimális zsiradékkal készíthetők ételek. Az egészségmegőrző, fogyókúrás és egyéb diétás ételek készítésekor elterjedten hasznosítják. Nagy konyhákban, „ipari méretekben” ritkán alkalmaznak ilyeneket.

## Felhasználása
A serpenyőt rengeteg ország gasztronómiája használja. Például Kínában (valamint egész Délkelet-Ázsiában) speciális serpenyőt, úgynevezett wokot használnak, amelynek az alja íves, így befogadó képessége nagyobb, a szabad tűz lángja egyenletesen melegíti az oldalfalát, ezért alkalmas gyors ételek (zöldségek és rizs) elkészítésére is.
Használható gáz-, elektromos-, kerámialapos- és indukciós tűzhelyen egyaránt. A műanyag nyéllel ellátott serpenyők sütőben nem használhatók.

## Tisztítása
Semleges folyékony mosogatószerrel könnyen tisztítható, mosogatógépben mosható. A vas serpenyők kivételével kerülni kell a karcosodást okozó szerek és eszközök használatát.

## Serpenyőben elkészíthető ételek
- bécsi szelet (rántott hús)
- bundáskenyér
- palacsinta
- rántotta
- rántott zöldségfélék (burgonya, karfiol, karalábé, tök stb.)
- tükörtojás